# 蒂扬库尔
蒂扬库尔（法語：Thiancourt，法語發音：[tjɑ̃kuʁ]）是法国勃艮第-弗朗什-孔泰大区贝尔福地区省的一个市镇，属于贝尔福区。

## 地理
蒂扬库尔（47°31'24"N, 6°59'25"E）面积2.67 平方千米，位于法国勃艮第-弗朗什-孔泰大區贝尔福地区省，该省份为法国东北部内陆省份，东临上莱茵省，北起孚日省，西接上索恩省，南与杜省和瑞士接壤。
与蒂扬库尔接壤的市镇（或旧市镇、城区）包括：格朗维拉尔、代勒、费什莱格利斯、容什雷。

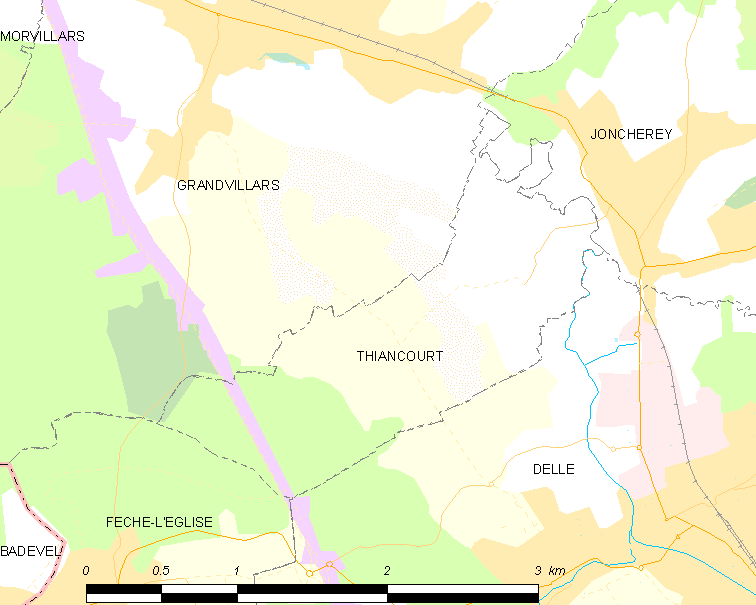
蒂扬库尔的OSM定位图

蒂扬库尔的时区为UTC+01:00、UTC+02:00（夏令时）。

## 行政
蒂扬库尔的邮政编码为90100，INSEE市镇编码为90096。

## 政治
蒂扬库尔所属的省级选区为代勒县。

## 人口

1962-2008年间蒂扬库尔人口变化图示

蒂扬库尔于2022年1月1日时的人口数量为281人。